# Pollenia bulgarica
Pollenia bulgarica is een vliegensoort uit de familie van de bromvliegen (Calliphoridae). De wetenschappelijke naam van de soort is voor het eerst geldig gepubliceerd in 1939 door Jacentkovsky.